# Know Your Enemy (chanson de Rage Against the Machine)
Cet article concerne la chanson de Rage Against the Machine. Pour la chanson de Green Day, voir Know Your Enemy.
Pour les articles homonymes, voir Know Your Enemy.
Singles de Rage Against the Machine
Bombtrack Freedom
Know Your Enemy est la 6e piste du premier album du groupe de rap metal Rage Against the Machine.
Cette chanson semble dénoncer la guerre du Golfe avec virulence ainsi que le rêve américain qui, selon Zack de la Rocha, est fondé sur 8 principes : le compromis, la conformité, l'assimilation, la soumission, l'ignorance, l'hypocrisie, la brutalité et l'élite.
Tom Morello, le guitariste utilise une pédale d'effets dans cette chanson (la pédale whammy) et Zack de la Rocha explose sa rage à la fin de la chanson (« all of which are american dreams »).
Le premier vers du second couplet commence par ce qui deviendra le refrain d'une autre chanson de l'album (Township rebellion) : « fight the war, fuck the norm ».
Maynard James Keenan de Tool a participé à cette chanson. On peut l'entendre chanter « I've got no patience now / So sick of complaisance now / Sick of you / Time has come to pay », juste avant le solo de guitare de Tom Morello.